# KeyRus
KeyRus — компьютерная программа, резидентный драйвер клавиатуры и дисплея для DOS. Написан донецким студентом Дмитрием Гуртяком в 1989 году, широко распространился в СССР и за рубежом. Последняя версия KeyRus вышла в 1994 году. Программа распространялась бесплатно, автор учитывал пожелания пользователей.
KeyRus является резидентной программой, загружающей шрифты в видеоадаптеры EGA/VGA и обеспечивающей переключение раскладок клавиатуры. Первоначально это был только русификатор (отсюда и название), но затем появилась возможность задавать свои шрифты и раскладки клавиатуры.
От других аналогичных программ KeyRus отличается универсальностью, компактностью и настраиваемостью. Пользователь может задавать клавиши переключения клавиатуры и дисплея, способ индикации режима клавиатуры, загружать дополнительные или нестандартные шрифты, управлять скоростью автоповтора, гасить экран по истечении времени, а также управлять переключением шрифтов и раскладок программно и из командной строки.
В поздних версиях KeyRus была применена оригинальная технология сжатия шрифтов: шрифты хранились в памяти в запакованном виде, а при необходимости загрузки в дисплей распаковывались. Благодаря этому KeyRus занимал минимальное место в сильно ограниченной памяти DOS.
Вместе с самой программой поставлялись также редакторы клавиатуры и шрифтов.
Существует программа KeyRus.mac для Mac OS X (не имеющая прямого отношения к программе Дмитрия Гуртяка). Автор посвятил её памяти Дмитрия.